# Dana Melanie
Dana Melanie Schwarz (* 19. März 1992 in Woodland Hills, Los Angeles, Kalifornien) ist eine US-amerikanische Schauspielerin.

## Leben
Geboren in den Woodland Hills, wuchs sie zwischen Los Angeles und New York City auf. Ihre Mutter ist die Autorin und Produzentin Julie Nicholson, ihr Vater Charles Schwarz hat deutsche Wurzeln.
2009 feierte sie den Beginn ihrer Schauspielkarriere in dem Spielfilm Chloe and Keith’s Wedding, wofür sie die Abschlussklasse der High School übersprang. 2014 übernahm sie in dem Horrorfilm Das Baumhaus eine der Hauptrollen und war zudem in einer Episode der Fernsehserie Criminal Minds zu sehen. 2018 verkörperte sie in der Filmbiografie Wild Nights with Emily die Rolle der jungen Emily Dickinson. Seit 2019 verkörpert sie die Rolle der Emma Geller in der Fernsehserie Greenhouse Academy, die zuvor von Aviv Buchler dargestellt wurde.

## Filmografie
- 2009: Chloe and Keith’s Wedding
- 2011: Soap on a Rope
- 2013: Move-In Day (Kurzfilm)
- 2014: Criminal Minds (Fernsehserie, Episode 9x18)
- 2014: Das Baumhaus (Treehouse)
- 2015: Jurassic City
- 2015: The Night Shift (Fernsehserie, Episode 2x09)
- 2015: Hollywood
- 2015: Faking It (Fernsehserie, Episode 2x16)
- 2015: CSI: Cyber (Fernsehserie, Episode 2x02)
- 2015: Clarity
- 2015: Three Roses (Kurzfilm)
- 2016: Lissy Borton Had an Axe (Kurzfilm)
- 2017: Waiting to Die in Bayside, Queens (Kurzfilm)
- 2018: Wild Nights with Emily
- 2018: Glass Jaw
- 2019: Run Free (Kurzfilm)
- 2019: By Dawn
- seit 2019: Greenhouse Academy (Fernsehserie)
- 2020: That One Time (Fernsehserie, Pilotfolge)